# Горњи Бешпељ
Горњи Бешпељ је насељено место у Босни и Херцеговини у општини Јајце. Административно припада Федерацији Босне и Херцеговине, односно њеном Средњобосанском кантону. Према попису становништва из 2013. у насељу је било 452 становника, а већинску популацију у насељу чинили су Хрвати.

## Становништво
По последњем службеном попису становништва из 2013. године у насељу Горњи Бешпељ живело је 452 становника, а село је било етнички хетерогено са већинском хрватском популацијом.
| Националност | 2013. | 1991.        | 1981.        | 1971.        |
| Бошњаци      | —     | 247 (31,55%) | 191 (24,46%) | 165 (28,21%) |
| Хрвати       | —     | 528 (67,43%) | 402 (51,47%) | 401 (68,55%) |
| Срби         | —     | 0            | 3 (0,38%)    | 17 (2,90%)   |
| Југословени  | —     | 4 (0,51%)    | 82 (10,50%)  | 2 (0,34%)    |
| Црногорци    | —     | 0            | 1 (0,12%)    | 0            |
| Албанци      | —     | 0            | 1 (0,12%)    | 0            |
| остали       | —     | 4 (0,51%)    | 101 (12,93%) | 0            |
| Укупно       | 452   | 783          | 781          | 585          |